# Anhinga melanogaster
L'aninga asiatica (Anhinga melanogaster Pennant, 1769) anche detta aninga orientale, è un uccello appartenente alla famiglia Anhingidae.

## Descrizione
È grande 85-97 cm, e ha un peso di 1-2 kg. Il dorso è scuro è il ventre è arancione-rossastro. Dietro all'occhio presenta una striscia bianca. Il becco giallo è molto appuntito.

## Distribuzione e habitat
Vive nell'Asia meridionale e sud-orientale.